# Meredith Belbin
Meredith Belbin angleški znanstvenik, * 4. junij 1926, Sevenoaks, Kent, Anglija, Združeno kraljestvo, † 6. marec 2025. 
Obiskoval je gimnazijo (ang. Royal Grammar School) v kraju High Wycombe. Na Clare Collidgeu je pričel s študijem klasične filologije, ki ga je končal na prvi in drugi stopnji. Kasneje se je prekvalificiral in pričel s študijem psihologije. Opraviti je moral veliko diferencialnih izpitov, za katere mu je univerza dala 2 leti časa. Vse je opravil v enem letu in pričel študirati na doktorski stopnji psihologije. Veliko raziskav je posvetil starejšim delavcem v industriji.
Kmalu po tem, ko je doktoriral, so mu ponudili možnost, da na Cranfield Colledge nadaljuje z raziskovanjem starejših industrijskih delavcev. Obiskal je več kot 100 podjetij, pri katerih je opazoval kako se delovni vzorci spreminjajo skozi posameznikova leta. Ugotovil je, da starejši delavci ne marajo načina dela, pri katerem morajo v določenem času opraviti določeno delo (normo). Starejši delavci so bili veliko bolj zadovoljni, ko so biti pohvaljeni ali nagrajeni za kakovostno opravljeno delo, namesto zaradi hitrosti, s katero lahko opravljajo delo.
Na Administrative Staff Colidgeu v Hanley – on – thamesu so ga povabili k raziskovanju menedžerskih timov. To razsikavo so skupaj pričeli pripravljati dr. Meredith Belbin, njegova žena Eunice, matematik Bill Hartston, antropologinja Jeanne Fisher in psiholog Roger Mottram. Izbrali so menedžerje iz številnih organizacij, ki so rešili veliko psiholoških testov. Nekatere je razvil tudi Belbin sam. S pomočjo poslovnih iger (ang. bussines games) so opazovali interakcije med menedžerji, njihove prispevke k danim nalogam in tako razvili osnovo za Belbinovo teorijo ekipnih vlog. Svoje razsikovanje ekipnega dela je nadaljeval v Avstraliji. Iskal je razloge, zaradi katerih so bile ekipe neuspešne.
Leta 1981 je izdal knjigo »Management Teams: Why They Succeed or Fail«. V njej je na podlagi štirih psiholoških značilnosti posameznika, ki so inteligentnost, dominantnost, ekstravertiranost ali intravertiranost in stabilnost ali labilnost določil 8 ekipnih volg. Prišel je do zaključka, da ima vsak posameznik 3 do 4 ekipne vloge. Iz palete posameznikov z različnimi ekipnimi vlogami naj bi sestavili idealeno ekipo. Leta 1988 je 8 ekipnim vlogam dodal še eno, deveto ekipno vlogo, strokovnjak. (Mahne, 2009)